# Till Brönner
Till Brönner, född 6 maj 1971 i Viersen, Västtyskland, är en tysk jazzmusiker, trumpetare, sångare, kompositör, arrangör och producent. Hans musikstil är inspirerad av bebop och fusion jazz men även modern pop, filmmusik (särskilt gamla tyska filmer), countrymusik och även tyska popsånger. Hans trumpetspelande är huvudsakligen inspirerat av Freddie Hubbard och Chet Baker. Hans mest betydelsefulla undervisare var Bobby Shew och den internationellt berömde musikern Malte Burba.
Brönner växte upp i Rom och fick klassisk trumpetundervisning i jesuitskolan och senare studerade han jazztrumpet vid musikakademin i Köln där han undervisades av Jiggs Whigham och Jon Eardley.

## Karriär
- 1989 – 1991: Medlem i Peter Herbolzheimer Rhythm Combination & Brass.

- 1991 – 1998: Vid 20 års ålder blev solotrumpetare i det berömda RIAS Big Band Berlin under ledning av Horst Jankowski och Jiggs Whigham.

- 1993: Hans första soloalbum, Generations of Jazz, gavs ut (med Ray Brown, Jeff Hamilton, Frank Chastenier och  Gregoire Peters) och tilldelades två priser: "Preis der Deutschen Schallplattenkritik" och "Preis der Deutschen Plattenindustrie". Brönner arbetade även med ett flertal kända musiker som bland annat Dave Brubeck, James Moody, Monty Alexander, Aki Takase, Joachim Kühn, Chaka Khan, Natalie Cole, Tony Bennett, Ray Brown, Johnny Griffin, Ernie Watts, Klaus Doldinger, Nils Landgren, Al Foster med flera.

- 1998: Hans första album på Verve Records, Love, gavs ut med hans första framträdanden som jazzsångare. Han gjorde konsertturnéer i Japan och tilldelades en Gold Disc Award av det japanska "Swing Journal".

- 1999: Han var låtskrivare och producent för Hildegard Knefs album 17 Millimeter.

- 2001: Brönner skrev filmmusiken till "Jazz Seen" (en film om jazzfotografen William Claxton).

- 2003: Konsertturné med soulsångaren Joy Denalane.

- 2005: Hans album That Summer blev rankad 17 på de tyska poplistorna. Han var då den bäst säljande tyska jazzartisten någonsin. Brönner skrev även filmmusiken till Pepe Danquarts "Höllentour" (engelsk titel: "Hell On Wheels"; en film om franska cykelloppet "Tour de France"). Soundtracket blev German Movie Award-nominerad i kategorin "Best Music Score".

- 2006: Den 28 april gavs Till Brönners album Oceana ut. Inspelat i Los Angeles och producerat av Larry Klein (tidigare producent för Joni Mitchell, Leonard Cohen och Peter Gabriel). Gäster på albumet är Madeleine Peyroux, Luciana Souza och den sjungande supermodellen Carla Bruni. I juli spelade han på den kända jazzfestivalen i Montreux. Han gästmedverkade på Madeleine Peyrouxs album Half the Perfect World och Vienna Tengs album Dreaming Through the Noise.

- 2007: Han vann "Echo Award" (likvärdigt med Grammy Award). Han gjorde en konsertturné i Europa med bandprojektet "Reunion", bestående av feat. Chuck Loeb, Eric Marienthal, Jim Beard, Tim Lefebvre, Dennis Chambers och Michael Franks (gäst). Den 11 november gav han ut julskivan The Christmas Album där bland annat Chris Botti och Dominic Miller förekommer.

## Diskografi
- 1993 - Generations of Jazz
- 1995 - My Secret Love
- 1996 - German Songs
- 1997 - Midnight — med Michael Brecker & Dennis Chambers
- 1998 - Love
- 2000 - Chattin with Chet
- 2002 - Blue Eyed Soul
- 2004 - That Summer
- 2004 - Höllentour (filmmusik)
- 2006 - Oceana
- 2007 - The Christmas Album

### Live-DVD
- 2005 - A Night In Berlin